# Línea V15 de la Red Ortogonal de Autobuses de Barcelona
La línea V15 o Vertical 15 de Transports Metropolitans de Barcelona (TMB), es una línea de autobús de tránsito rápido en Barcelona. Forma parte de las líneas verticales de la Red Ortogonal de Autobuses desde el 15 de septiembre de 2014, fecha en que empezó a operar sustituyendo a la línea 17 de la red convencional, realizando el recorrido entre la Barceloneta y el Hospital Universitario Valle de Hebrón.